# Liste der Monuments historiques in Saint-Cyr-l’École
Die Liste der Monuments historiques in Saint-Cyr-l’École führt die Monuments historiques in der französischen Gemeinde Saint-Cyr-l’École auf.

## Liste der Bauwerke
| Bezeichnung                | Beschreibung | Standort                                       | Kennzeichnung | Schutzstatus          | Datum     | Bild |
| -------------------------- | ------------ | ---------------------------------------------- | ------------- | --------------------- | --------- | ---- |
| Abtei Notre-Dame-des-Anges |              | (Lage)                                         | PA00087598    | Classé                | 1946      |      |
| Ferme de Gally (Bauernhof) |              | (Lage)                                         | PA00087673    | Classé                | 1906      |      |
| Wohnhaus                   |              | Place des Douanes 3 Avenue Pierre-Curie (Lage) | PA00087600    | Inscrit               | 1947      |      |
| Maison royale Saint-Louis  |              | (Lage)                                         | PA00087599    | Classé Inscrit Classé | 1942 1945 |      |

## Liste der Objekte
- Monuments historiques (Objekte) in Saint-Cyr-l’École in der Base Palissy des französischen Kultusministeriums